# Japanische Kontraktarbeiter in Neukaledonien

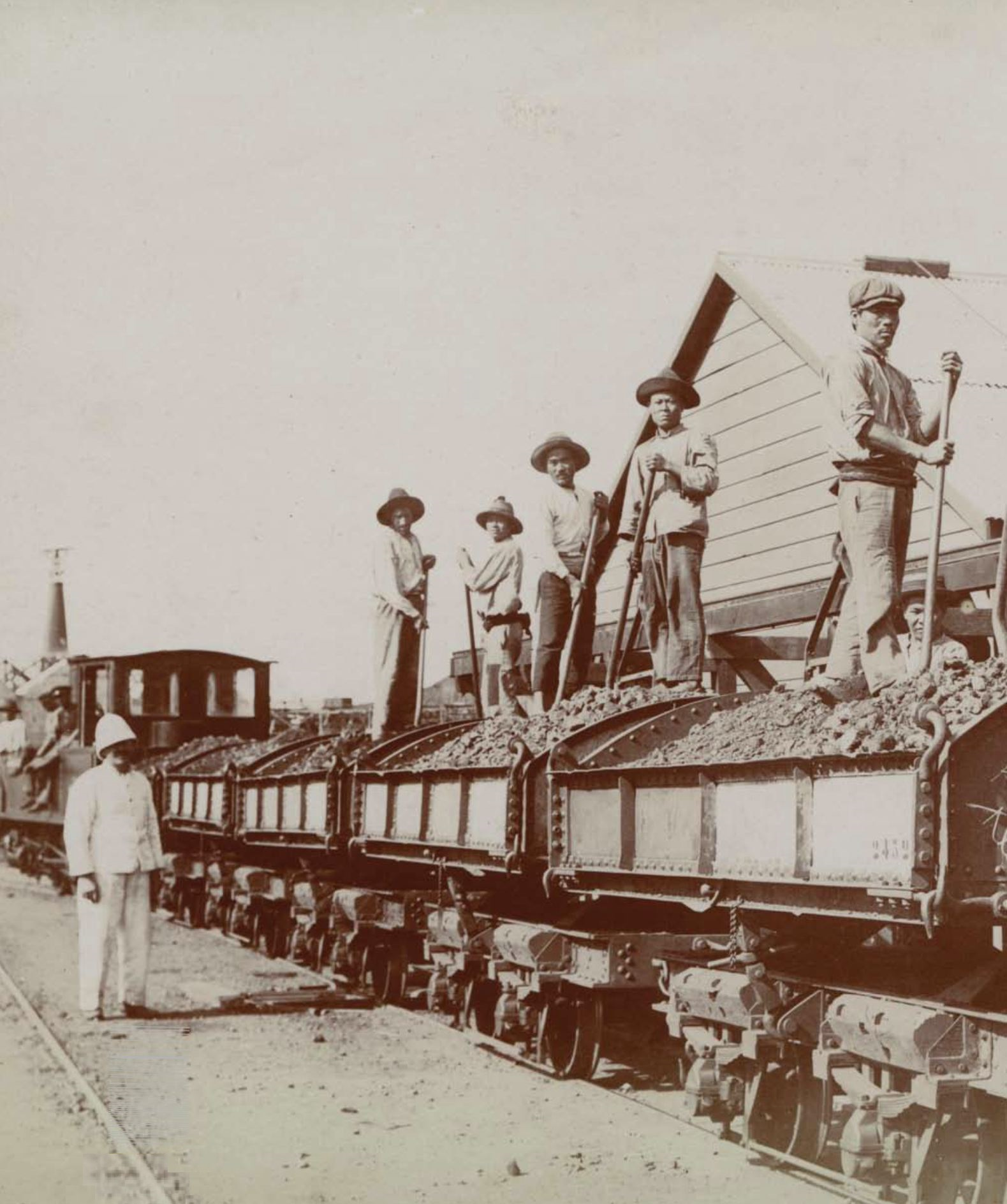
Japanische Kontraktarbeiter auf einem Erzzug in Thio

Japanische Kontraktarbeiter in Neukaledonien waren Einwanderer aus Japan, die von 1890 bis 1919 von Bergbauunternehmen rekrutiert wurden, um in den Nickelminen von Neukaledonien zu arbeiten. Sie stellten bis 1941 den Hauptanteil der dortigen Minenarbeiter.

## Erste Einwanderungswelle
Nachdem Frankreich 1853 Neukaledonien in Besitz genommen hatte, entdeckte der Geologe und Ingenieur Jules Garnier 1864 auf diesem Territorium das nach ihm benannte Mineral Garnierit. 1880 gründete er mit John Higginson und Henry Marbeau das Bergbauunternehmen Société Le Nickel (SLN), das 1883 von der Familie Rothschild übernommen wurde. Für den Erzabbau in den offenen Minen unter freiem Himmel wurden keine qualifizierten Arbeitskräfte benötigt. Für die Arbeit wurden zunächst französische Strafgefangene aus den Straflagern von Neukaledonien eingesetzt. Die große Nachfrage nach Nickel auf dem Weltmarkt erforderte jedoch weitere Arbeitskräfte. Diese rekrutierte die SLN ab 1891 in Japan. 
Am 25. Januar 1892 kam das erste Kontingent von 600 Japanern mit dem Dampfschiff Hiroshima-Maru in Thio an, dem damaligen Zentrum der Nickelindustrie. Die Einwanderer waren strengen Vorschriften unterworfen, die ihre Bewegungsfreiheit in der Kolonie stark einschränkten. Sie hingen ganz von ihrem Arbeitgeber ab, der ihre Ausweispapiere einbehielt. Für einen Tag unerlaubter Abwesenheit von der Arbeit war eine Strafe von zwei Tagesgehältern vorgesehen, bei Arbeitsverweigerung drohten ihnen Disziplinarstrafen. Sie mussten auch Steuern bezahlen, um damit die Kosten ihrer Einwanderung zu begleichen. Diese strikten Regeln sowie die schweren und gefährlichen Arbeitsbedingungen, die ihnen bei Vertragsabschluss nicht bekannt waren, führten bereits 14 Tage später zu einer Revolte. Nur 97 von ihnen sind die gesamten fünf Jahre ihres Arbeitsvertrags geblieben und nur acht davon haben sich dauerhaft in Neukaledonien niedergelassen.

## Zweite Einwanderungswelle
1899 untersagte die japanische Regierung die Auswanderung nach Neukaledonien. Erst nachdem Frankreich der Forderung Japans zugestimmt hatte, den Japanern die gleichen Rechte zuzugestehen wie den europäischen Arbeitern, durfte die Rekrutierung wieder aufgenommen werden. Zwischen Juni 1890 und März 1891 kamen erneut 1208 Japaner nach Thio. Die Arbeitsbedingungen hatten sich aber nur wenig geändert und so kam es im April 1891 zu einem Streik, bei dem drei Viertel der Arbeiter eine Verkürzung ihres Fünfjahresvertrags forderten. Der Gouverneur von Neukaledonien schickte Sicherheitskräfte, um einen massenweisen Exodus in die Hauptstadt Nouméa zu verhindern. Am Ende verließen 150 Arbeiter ihre Arbeitsplätze. Um eine Abwanderung zu anderen Arbeitgebern zu unterbinden, wies die SLN in der Presse darauf hin, dass alle Arbeiter nach dem allgemeinen Recht verpflichtet seien, ihren Arbeitsvertrag von der Dauer von fünf Jahren zu erfüllen, ansonsten würde sie rechtlich gegen sie und ihre neuen Arbeitgeber vorgehen. Um den Arbeitern das Leben etwas angenehmer zu gestalten, ließ SLN nun das Essen direkt aus Japan importieren. Allerdings beinhaltete es weniger Fleisch und führte durch den Eiweißmangel zu einem Anstieg der Beriberi unter den Arbeitern. 
Nach Ablauf dieser Fünfjahresverträge wurden die neuen Arbeitskräfte in Okinawa rekrutiert. SLN glaubte, aufgrund ihrer Geschichte seien die Einwanderer von dort anpassungsfähiger. Dieses Mal durften auf Wunsch der japanischen Behörde in Okinawa, „zu experimentellen Zwecken“, auch verheiratete Männer mit ihren Familien einreisen, um die Überbevölkerung der Insel zu mildern. 1905 kamen 561, 1910 rund eintausend „Engagés“ in Neukaledonien an. Sechs Monate später waren von diesem Konvoi jedoch 230 von den Minen entwichen. 1914 erreichte ein weiterer Konvoi von 628 und 1919 ein letzter mit 111 Japanern die Insel. Nach einem neuen Gesetz durften sie ab 1913 im Land bleiben. Die japanischen Einwanderer ab 1905 wurden auch von weiteren Bergbaugesellschaften wie der Société des Hauts Fourneaux aus Nouméa angeheuert. Aufgrund der weiterhin schweren Arbeitsbedingungen verließen viele der Minenarbeiter diese Unternehmen und gingen entweder zu anderen Bergbaugesellschaften oder wechselten in andere Wirtschaftszweige wie Landwirtschaft, Fischerei oder Handel und Dienstleistung. 

## Internierung
Einen Tag nach dem japanischen Angriff auf Pearl Harbor in Hawaii am 8. Dezember 1941 gab der französische Gouverneur Henri Sautot den Befehl, alle Staatsangehörigen feindlicher Staaten festzunehmen. Alle Männer, die in Japan geboren waren, wurden in ein Internierungslager auf der Insel Nou bei Nouméa gebracht und als Straftäter behandelt. Anschließend wurden diese 1224 Japaner gemeinsam mit deutschen und italienischen Staatsangehörigen nach Australien deportiert. Nach Ende des Zweiten Weltkriegs verfügte die australische Regierung am 28. November 1945, alle von Frankreich nach Australien transferierten Japaner nach Japan zu repatriieren. 29 von ihnen, die zwischen 27 und 42 Jahre in Neukaledonien gelebt und ihre Familien zurückgelassen hatten, beantragten, dorthin zurückkehren zu dürfen. Das wurde jedoch vom französischen Gouverneur Jacques Tallec abgelehnt. Aller Besitz der Deportierten in Neukaledonien, darunter Farmen, Geschäfte und Minen, war bereits ab Dezember 1941 als „Kriegsreparationen“ konfisziert worden.